# A Song for My Mother
A Song for My Mother is de zesentwintigste aflevering van het vijfde seizoen van het tienerdrama Beverly Hills, 90210, die voor het eerst werd uitgezonden op 5 april 1995.

## Verhaal
Donna gaat Ray opzoeken in Portland en David gaat mee om zijn moeder te verrassen die daar ook woont. Als beiden aankomen op het vliegveld dan is Ray verbaasd dat David erbij is. David gaat op zoek naar zijn moeder, maar ze is nergens meer te vinden. In haar huis wonen andere mensen en haar huisbaas weet ook niet waar ze is, hij heeft nog wel post van haar liggen met onder andere alimentatiecheques. Op haar werk hoort David dat ze een al een tijd geleden ontslagen is. Ten einde raad gaat hij naar het hotel waar Donna en Ray logeren en vraagt Donna om hulp. Ray is hier niet blij mee en laat dat ook merken. Donna besluit met David zijn moeder te gaan zoeken, hun tocht gaat via politiebureau en opvangtehuizen maar ze is nergens te vinden. Als Donna terugkomt in het hotel is Ray woest dat zij hem in de steek laat en gooit haar tegen de muur. Ze vlucht weg naar David, dan komt Ray en biedt zijn excuses aan en leent David zijn auto. De volgende morgen belt David zijn vader en die komt ook naar Portland. Dan hoort David van Mel dat zijn moeder dit vaker heeft gedaan en dat ze lijdt aan manische depressiviteit. Ze loven een beloning uit voor degene die hen kan helpen met informatie. Ze wordt gevonden op straat en brengen haar naar het ziekenhuis waar ze opgenomen wordt.
Dylan gaat een hypnotiseur opzoeken om onderzoek te doen voor de film die hij maakt samen met Charley. Zij (de hypnotiseur) wil Dylan proberen om onder hypnose te krijgen, het wil nog niet echt meteen lukken maar hij is toch zeer geïnteresseerd en wil hier verder mee gaan.

## Rolverdeling
- Jason Priestley - Brandon Walsh
- Jennie Garth - Kelly Taylor
- Ian Ziering - Steve Sanders
- Gabrielle Carteris - Andrea Zuckerman
- Luke Perry - Dylan McKay
- Brian Austin Green - David Silver
- Tori Spelling - Donna Martin
- Tiffani Thiessen - Valerie Malone
- Carol Potter - Cindy Walsh
- James Eckhouse - Jim Walsh
- Mark D. Espinoza - Jesse Vasquez
- Jamie Walters - Ray Pruit
- Matthew Laurance - Mel Silver
- Caroline Lagerfelt - Sheila Silver